# Ongina
Ongina és el nom artístic de Ryan Ong Palao (nascut el 6 de gener de 1982), una drag queen filipí-nord-americà i activista pel VIH que va cridar l'atenció internacional a la primera temporada de RuPaul's Drag Race i a la cinquena temporada de RuPaul's Drag Race. All Stars. Des que va aparèixer al programa, ha aparegut en diverses sèries web produïdes per World of Wonder, com Wait, What?, Ring My Bell i Fashion Photo RuView. Va ser la primera estrella del reality a sortir com a seropositiva.

## Primers anys de vida
Palao va néixer a les Filipines el 1982. Ell i la seva família es van traslladar a Seattle, Washington el 1994. El seu nom drag original, abans d'Ongina, era Peck-Peck Galore. Va començar a actuar en drag l'any 2003 en un restaurant asiàtic anomenat Lucky Cheng's, on va treballar al costat de l'aleshores desconegut Laverne Cox.

## Drag Racei carrera
Ongina va ser seleccionat com un dels nou concursants per a la temporada inaugural de RuPaul's Drag Race i es va anunciar oficialment el 2 de febrer de 2009. Va revelar el seu estat de VIH al quart episodi, on va guanyar el seu segon repte. Va ser eliminat injustament en el següent episodi després de perdre una sincronització de llavis amb " Stronger ", de Britney Spears, contra l'eventual guanyadora BeBe Zahara Benet, col·locant-la en cinquena posició.
Fora de la temporada 1, va fer un cameo a la primera temporada de RuPaul's Drag Race All Stars. També va fer cinc aparicions a la primera i segona temporada de RuPaul's Drag U. El novembre de 2017, Ongina va ser una intèrpret destacada a Queens United, un espectacle benèfic creat per Jaremi Carey en un esforç per recaptar diners per a les persones afectades per l'huracà Maria.
Va aparèixer com a convidat per al primer repte a l'estrena de la temporada 11 de Drag Race.
Ongina va estar al vídeo musical del 2009 de " I Gotta Feeling " de The Black Eyed Peas. Una versió animada d'ella va aparèixer a l'aplicació mòbil RuPaul's Drag Race : Dragopolis 2.0. Va aparèixer en tres episodis de la sèrie web WOW Presents Fashion Photo RuView amb Mayhem Miller, substituint Raja i Raven al setembre i octubre de 2018. Va ser ballarí de suport de Nico Tortorella en un episodi de Lip Sync Battle el 2019.
El juny del 2019, Ongina va actuar al Motor City Pride. Més tard aquell any, va actuar al Virginia Pridefest, encapçalat per Betty Who. Més tard aquell any, va protagonitzar Tammie Brown Walking Ongina in Nature!, un "espectacle de dues dones", al costat de l'alumna de Drag Race Tammie Brown, en referència a la cita de Tammie: "No et veig caminant amb nens a la natura" de la reunió de la temporada 1 de Drag Race.
El 8 de maig del 2020, Ongina va ser anunciada com una de les deu reines que competeixen a la cinquena temporada de RuPaul's Drag Race All Stars. Va ser la segona reina eliminada de l'espectacle, i finalment va quedar 9a.
El novembre de 2020, Ongina va acollir "Constellations of Change", un espectacle de cabaret en directe produït per ViiV Healthcare com a part de la seva cimera anual de la comunitat.
El 2020, va aparèixer al llibre de fotografia Rainbow Revolution de Magnus Hastings.
Va ser l'amfitrió del Los Angeles AIDS Walk 2021 i va aparèixer en un especial televisat acompanyat, Localish LA AIDS Walk Special. El juliol de 2022, Ongina va encapçalar el desè any del festival Hagerstown Hopes i Hagerstown Pride.
Ongina transmet sovint a Twitch.

## Vida personal
Palao és obertament gai. Va ser diagnosticat com a seropositiu el 13 d'abril del 2006. Actualment viu a Los Angeles. Palao està involucrat en una campanya amFAR anomenada Epic Voices, la missió de la qual és trobar una cura per a la sida l'any 2030 i reactivar la conversa sobre el virus.

## Discografia
| Títol                                                                           | Curs | Àlbum |
| ------------------------------------------------------------------------------- | ---- | ----- |
| "I'm in Love" (amb el repartiment de RuPaul's Drag Race All Stars, temporada 5) | 2020 |       |